# Palaeomolis mongolica
Palaeomolis mongolica là một loài bướm đêm thuộc phân họ Arctiinae, họ Erebidae.